# Sphinx (revue)
Pour les articles homonymes, voir Sphinx.
Pour l’article ayant un titre homophone, voir Sphynx.
Sphinx est une revue mensuelle belge publiée de 1931 à 1939.
Édité à Bruxelles sous la direction du mathématicien Maurice Kraitchik, avec la collaborationde M. Pigeolet, un spécialiste des énigmes, Sphinx se présentait comme la « revue mensuelle des questions récréatives » et proposait à ses lecteurs des énigmes et problèmes logiques et mathématiques,,.